# Littleton (Colorado)
Littleton egy város az USA Colorado államában Arapahoe, Douglas és Jefferson megyében. Arapahoe megye megyeszékhelye. Lakosainak száma 45 652 fő (2020. április 1.).

## Népesség
A település népességének változása:

| 2010 | 41 737 |
| 2020 | 45 652 |